# ماتیاس زاکریسون
ماتیاس زاکریسون (انگلیسی: Mattias Zachrisson؛ زادهٔ ۲۲ اوت ۱۹۹۰) بازیکن هندبال اهل سوئد است.
از باشگاه‌هایی که در آن بازی کرده‌است می‌توان به اشاره کرد.